# Cyrtodactylus hangvaensis
Cyrtodactylus hangvaensis — вид ящірок з родини геконових (Gekkonidae). Описаний у 2024 році.

## Поширення
Ендемік В'єтнаму. Типова місцевість — «скеля біля печери Хангва (національний парк Фонгня-Кебанг), підрайон Танчай, район Бочай, провінція Куангбінь, В'єтнам (17.489279°N, 106,285529°E; висота 165 м над рівнем моря)».